# PRIMAL×HEARTS2

『PRIMAL×HEARTS2』（プライマルハーツ2）は、2015年10月30日にま〜まれぇどより発売されたPC用18禁恋愛アドベンチャーゲーム。
　前作『PRIMAL×HEARTS』から6年後を描いた続編。

## ストーリー
前作『PRIMAL×HEARTS』から6年後の話。　
前作と同じく、月華会と天道会の票が半々に分かれている時期（秋）に主人公が編入することになる。

## 登場人物

### 主人公
幸塚 大智 (こうづか だいち)
本作の主人公。
前作『PRIMAL×HEARTS』に登場した幸塚美智の弟。
訳あって数年前まで重度の引きこもりだったが、数年間の山篭り修行と姉から理想の男性像のレクチャーを叩き込まれた上で間ノ島学園へと転入してくる。
編入早々、本人の知らない所で二代目「スリーセブン」の肩書を付けられ、運動部と文化部の軋轢を始めとする両生徒会をダシにした代理戦争など作中における諸問題に巻き込まれていくが、その都度、山籠もりで鍛え上げたフィジカルと持ち前の頭の回転の速さで解決に導き、かつてのスリーセブンと遜色のない活躍を見せる。
　
熱血漢ではないが困っている人間を決して見過ごせず、自分の手柄を惜しみなく他人に譲ってしまうようなお人好し。
他人の機微には鋭いが自分の事となるとまったく疎くなり、次いで理想の男としての行動や心理を徹底的に仕込まれているせいもあってか、意図せずに天然の女たらしとなっている。
美少女アニメ『マジカル★みほのん』の熱狂的なファンであり、引きこもりからは脱却したもののオタク気質だけは完全に抜けきっておらず、姉の美智の目を盗んではアニメDVDを隠れて鑑賞している。
　
実は山籠もりの修行先というのが知る人ぞ知る最強の武術流派『鳴神流』の道場であり、あまりにも過酷すぎる修行内容から逃げ出す者が多く、現状では業を修める者がほとんどいない中で、現当主の一番弟子として修業を完遂している唯一の存在。ただし、修行に耐えきったとはいえ、それでも本能的にトラウマが残ってはいる。
助走なしの垂直飛びで軽く1メートル以上跳ね、全国大会八強入りを果たしている強豪の空手部との組み手では身体に一切触れもさせずに相手のスタミナが先に尽き、ラグビー部との交流では屈強な部員を総動員して繰り出されたタックルをスパイクシューズなしで受け止めて押し返すなど、最強の流派を修めた人間に相応しい化け物染みた身体能力を垣間見せている。

### 月華会
アリスティア・ヴァレンベリ・華蔵寺 (アリスティア・ヴァレンベリ・けぞうじ)
声 - 小鳥居夕花
誕生日 - 1月27日
身長 - 149cm / B83(E)/W54/H82
月華会の現生徒会長。
旧華族の流れをくむ名家、医薬品業界で大成した華蔵寺家の令嬢。
ウェーブがかった金髪に迫力をある目元が特徴的で、童顔かつ小柄ながら女性的な発育が非常に良い。
間ノ島学園では生来の目つきの悪さと口下手で引っ込み思案な態度が周囲に著しい誤解を招いており、そのマイナスイメージの根深さたるや一部の生徒からは「邪神」呼ばわりされ、彼女の反感を買えば「呪われてしまう」などを始めとする根も葉もない噂が広まり続けて行った結果、学園中の生徒から酷く恐れられる存在になってしまっている。
　
人前に出ることが苦手なため選挙活動においては表立つことなく裏方仕事に徹しているが、生徒会長として常に学園の皆を思って一生懸命に取り組み続けている努力家。
人一倍穏やかで慎ましやかな性格であり、良くも悪くも内向的で受動的。悪しざまに風聞されて気落ちする事はあっても決して投げ出すことはせず、切り替えて自分の悪い部分を見つめ直そうするなど非常に忍耐強く、根本的に人を疑うことを知らないレベルで純粋無垢。(作中において『どんな理由があってもやってる事は集団イジメと変わらない』と苦言を呈されるような悲惨な状況に遭いながらも、自分自身の日頃の態度に非があるから自分が変われば周りも理解してくれると信じて、周りに対する文句や愚痴を口に出すことは殆どなかった)
滅多に感情を爆発させることはないが、大切な人間を蔑ろにされた際には毅然とした態度で反論したり、烈火のごとく怒りを露わにさせることもある。
　
良家のお嬢様であるが、お菓子作りを始めとする料理や家事全般が得意という家庭的な一面を持つ。  また、幼少時代を海外で過ごしていたことから語学も堪能であり、他にも特技の一つとしてバイオリンをプロの奏者顔負けの腕前で弾くことをできる。
　
栗生 真白 (くりゅう ましろ)
声 - 夕季鈴
誕生日 - 7月8日
身長 - 168cm / B85(D)/W57/H90
月華会の副会長。
アリスティアの幼少期からの親友であり、華蔵寺家とも親交の深い名家のお嬢様。
一番下の下級生であるが、大人びた雰囲気と均整の取れた抜群のプロポーションの持ち主。
　
人前での答弁や演説が得意ではないアリスティアに代わって書記の敷島秀彦とともに月華会の実質的な表の顔として活動に従事しており、資料作成から選挙のスピーチ、お茶くみなどの雑務に関わるまであらゆることを卒なくこなすマルチタレント。
　
おっとりと天然の入った性格だが、言うべきことは物怖じせずにはっきり発言するタイプ。
周りからは常に落ち着いていて大人しい印象を持たれているが、恋愛のことになると普段の優等生ぶりからは想像できないほどにポンコツ化する。
　
敷島 秀彦 (しきじま ひでひこ)
声 - 藤井政彦
誕生日 - 11月6日
身長 - 180cm
月華会の書記。
恵まれた体格と爽やかな笑顔が似合った快男子で、月華会の役員の通例にもれず名家の子息。
頻繁にボディビルのポージングや筋肉に関する単語を多用するため暑苦しさもあるが、それ以外は分別を弁えて察しもいい優秀な人物でもある。
　  　
普段の言行から周囲の評価は脳筋一色だが、意外にも肝心な物事の判断は極めて理性的かつ公正公平。
一部の月華支持層内に今も尚続いている時代錯誤な貴族主義に対して「自分たちを上級国民などと呼んで悦に浸っている極めて愚かしい者たち」とばっさりと言い捨てたり、先代の生徒会役員が難癖をつけて主人公に事実無根の悪行を擦り付けようとした際には厳しく叱責するなど、人として正しく頼りがいのある一面を見せる。
こと筋肉における観察眼は伊達ではなく、初対面にもかかわらず主人公の身体を軽く触って筋肉を確かめただけで「何年も山籠もりしていたこと」を正確に見抜いた。
　
本動堂 萌衣 (もとゆるぎどう めい)
声 - 松田理沙
誕生日 - 1月25日
身長 - 152cm
大智のクラスの担任教師。 前作に引き続き、月華会の顧問を務めている。

### 天道会
月夜野 兎姫 (つきよの うさぎ)
声 - 萌花ちょこ
誕生日 - 10月22日
身長 - 162cm / B86(F)/W54/H87
天道会会長。現役の人気アイドルで、学園史上最高投票数で生徒会長に選ばれた。気さくな人柄と生徒会長としての能力の高さから周囲の評判は高いが、これは兎姫自身が周囲を巧みに利用しているためである。
父親を速くになくした母子家庭で、母親も生まれつき病弱で長時間のパートができない為、家系はほぼ兎姫が支えている状態。その関係で事務所に強く出る事が出来ず、事務所自体もややブラック気味なのでかなり無理を押している。
館林 たては (たてばやし たては)
声 - 秋野花
誕生日 - 5月3日
身長 - 158cm / B80(C)/W55/H83
天道会書記。
明るく面倒見の良いタイプ。勝気なようで優柔不断。叔父（自称叔母）が経営する喫茶店・ラプンツェルでアルバイトしている。その関係で前作の時期からラプンツェルに出入りしていたため、美智をはじめとして前作の主要人物の大半と知り合い。特にゆづきとはバイト仲間で色々似ている関係で仲が良く、ラプンツェルでの人気を二分している。
霧積 桐香 (きりづみ きりか)
声 - かわしまりの
誕生日 - 10月8日
身長 - 164cm
天道会副会長。
真面目な人物で、兎姫に対して忠実。実家は兎姫の母も入院している大病院。その関係で元は月華会に所属していたが、兎姫が天道会会長になった為に移籍した。その当時の月華会会長の佐野の事は「クソの極み」と毛嫌いしている。
八斗島 清司 (やったじま きよし)
声 - 秋山樹
誕生日 - 3月19日
身長 - 178cm
天道会の会計。
気だるそうな態度にシルバーアクセサリーを身に着けていたりと近寄りがたい見た目だが、意外と気さくで面倒見の良い先輩。
基本的に不真面目なため性格的にも正反対の霧積桐香から絞られることも多いが、桐香自身の兎姫至上主義の煽り受けて仕事の後始末を押し付けられるなど逆に苦労させられることもある。ハンカチはしっかり持つタイプ。挨拶の口癖であるダンケはドイツ語で「ありがとう」の意。
　
生徒会室に私物のギターを置いており、暇を見つけてはギターを弾いている無類の音楽好き。特にジャーマンメタル「マイケル・ジェンカ―」の話題になると人が変わったように饒舌になる。
その趣味故に音楽方面の造詣が深く、プロ顔負けの速弾きは勿論のことギターの特殊な演奏方法の一つであるヴァイオリン奏法 (ボリューム奏法) を難なくこなす優れた技量の持ち主でもある。
　

### その他
綿貫 杏那 (わたぬき あんな)
声 - 月野きいろ
誕生日 - 6月13日
身長 - 155cm / B78(B)/W56/H81
主人公の同級生。
片側に結んだポニーテールと全体的に猫っぽい印象の女の子。
本質を掴ませようとしないふわふわとした言動が多い自由人だが、クラスでは賑やかし担当であり、何かと興味を惹かれることがあれば真っ先に首を突っ込んでくる。
将来は報道に携わる職を目指しており、実況や解説などがやたらと上手いという特技も持っている。
　
体操着は月華会、水着は天道会、制服は両生徒会のものを気分で使い分けているため周囲から日和見主義者と見なされている。そのどっちつかずの態度から「コウモリちゃん」という嫌味に近いあだ名をつけられているが、本人は動物の蝙蝠が好きでそう呼ばれることを大して気にしていない。

実は間ノ島学園の名物でもある選挙戦のジャッジ役、今代の選挙DJの正体。
普段の学園生活でどの派閥にも所属しないのは中立の盛り上げ役として一方を贔屓する訳にはいかない立場だからこそで、クラスメイトと若干の距離感があったりするのも正体が暴かれないように細心の注意を払っているというのが本音。しかし、一方で選挙を盛り上げたいという一心のみで意図的に対立を煽っていて、「生徒の為になる選挙」という二大生徒会選挙制度の本来の意義を置き去りにしている節があり、現在の運動部と文化部の対立が激化してしまった状況の一因にもなっている。

幸塚 美智 (こうづか みち)
声 - 茶町チャチャ
誕生日 - 12月9日
身長 - 159cm
大智の姉で、 前作で天道会の会計を務めていた人物。現在は就職してOLをしている。派手さは相変わらずで、未だに「ビッチさん」というあだ名で呼ばれ続けているが、帰りの遅い両親に代わって妹二人と弟の面倒を見ていた関係もあり、引きこもりだった弟を立ち直らせるなど面倒見は良い。が、逆に過剰すぎて大智からは若干引かれている。
帯刀 和馬（たてわき かずま）
前作の主人公であり、大智の師匠。大智にとって尊敬する師匠ではあるが、彼が初代スリーセブンであるとは知らなかったため、スリーセブンと呼ばれる事を嫌悪している。なお、前作で誰と結ばれたかはルートによって決定される（アリスティア→歌奈、真白→聖良、兎姫→陽姫、たては→ゆづき）。
みほのん
声 - 本山美奈
劇中アニメ『マジカル★みほのん』に登場するキャラクター。森川美穂乃は魔法少女みほのんに変身し、愛と平和のために戦う。
ねここん
声 - 御苑生メイ
劇中アニメ『マジカル★みほのん』に登場するキャラクター。みほのんのライバルの魔法少女。

## スタッフ
- キャラクターデザイン・原画 - さそりがため、芦俊、木場智士、ここのか
- SD原画 - ここのか
- シナリオ -  吉川芳佳
- ディレクター - 武内よしみ
- プロデューサー - 明里
- CGチーフ - ばんろっほ
- ムービー制作 - KIZAWA studio
- 音楽 - solfa

## 主題歌
オープニング曲「smile again」
作詞 - 天ヶ咲麗 / 作曲・編曲 - 橋咲透 / 歌 - solfa feat.Ceui
アリスティア エンディング曲「live forever」
作詞 - 天ヶ咲麗 / 作曲 - iyuna / 編曲 - 伊吹ユキヒロ / 歌 - solfa feat.霜月はるか
兎姫 エンディング曲「step into my world」
作詞 - 天ヶ咲麗 / 作編曲 - 伊吹ユキヒロ / 歌 - solfa feat.nao
真白 エンディング曲「snow white syndorome」
作詞 - 天ヶ咲麗 / 作編曲 - iyuna / 歌 - solfa feat.茶太
たては エンディング曲「トモダチ以上コイビト未満」
作詞 - 天ヶ咲麗 / 作編曲 - 橋咲透 / 歌 - solfa feat.iyuna
杏那 エンディング曲「Flashing! Search light」
作詞・作編曲 - こはるん / 歌 - solfa feat.小春めう

## 関連商品
PRIMAL×HEARTS2 キャラクターソング&サウンドアルバム
2015年10月30日発売 / 発売元：luminouscore
主題歌、各キャラクターエンディング曲、ゲーム内で使用されたBGMを収録したコンプリートアルバム。